# Svetitschoveli-kathedraal
De Svetitschoveli-kathedraal (Georgisch: სვეტიცხოვლის საკათედრო ტაძარი; svetitschovlis sakatedro tadzari oftewel de Levende-Pilaarkathedraal) is een Georgisch-orthodoxe kathedraal, gelegen in Mtscheta. De huidige kathedraal werd in de 11e eeuw gebouwd.
De Svetitskhoveli-kathedraal - bekend als de begraafplaats van Jezus Christus' mantel - is lang de voornaamste kerk van Georgië geweest. Nu wordt de kathedraal nog steeds door velen bezocht. Tegenwoordig is de kathedraal de zetel van de aartsbisschoppen van Mtscheta-Tbilisi. De kathedraal is opgenomen in de werelderfgoedlijst.

## Geschiedenis
De oorspronkelijke kerk werd gebouwd in de 4e eeuw. Nina van Georgië koos ervoor om de eerste Georgische kerk te bouwen bij de samenvloeiing van de Koera en de Aragvi.
Volgens de Gregoriaanse hagiografie was er in de eerste eeuw een Georgische Jood, genaamd Elioz uit Mtscheta, aanwezig bij de kruisiging van Jezus Christus in Jeruzalem. Elioz kocht Jezus' Heilige Tuniek van een Romeinse soldaat in Golgotha en bracht het terug naar Georgië. Eenmaal terug in zijn stad ontmoette Elioz zijn zus Sidonia. Direct toen Sidonia de Heilige Tuniek aantrok, stierf ze van de emoties door het heilige object. Het was niet mogelijk om de mantel van haar los te krijgen, dus werd ze ermee begraven. De plaats waar Sidonia is begraven met Christus' mantel werd later onderdeel van de kathedraal. Uit Sidonia's graf groeide een enorme libanonceder. Nina van Georgië had bevolen de boom om te hakken en er zeven pilaren van te maken voor het bouwen van de kerk. De zevende pilaar stond echter onder invloed van bovennatuurlijke krachten en steeg omhoog. Nadat Nina van Georgië de gehele nacht had gebeden, keerde de pilaar terug naar de aarde. De vloeistof die uit de boom kwam zou mensen hebben genezen van ziektes. De naam van de kathedraal verwijst terug naar deze wonderbaarlijke gebeurtenis: Levende-Pilaarkathedraal.
De Svetischoveli-kathedraal, origineel gebouwd in de vierde eeuw, is door de geschiedenis heen meerdere malen beschadigd geraakt door oorlogen en aardbevingen. Door de eeuwen heen zijn er delen verloren gegaan en delen bijgebouwd. In de 11e eeuw werd de kathedraal drastisch verbouwd door de architect Arsukidze. Vanwege de grote verbouwing wordt gezegd dat de huidige kathedraal gebouwd is in de 11e eeuw, hoewel er nog enkele restanten uit de 4e eeuw zijn terug te vinden. De kathedraal wordt omringd door een stenen muur, gebouwd in opdracht van Erekle II in 1787.

## Galerij

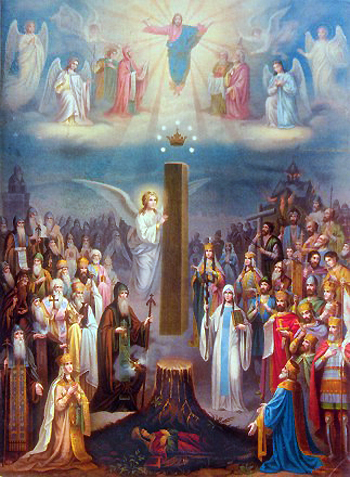
Begraafplaats van Sidonia - de zevende pilaar stijgt naar de hemel. Nina van Georgië, koning Mirian en zijn vrouw en koningin Nana bevinden zich op de voorgrond.
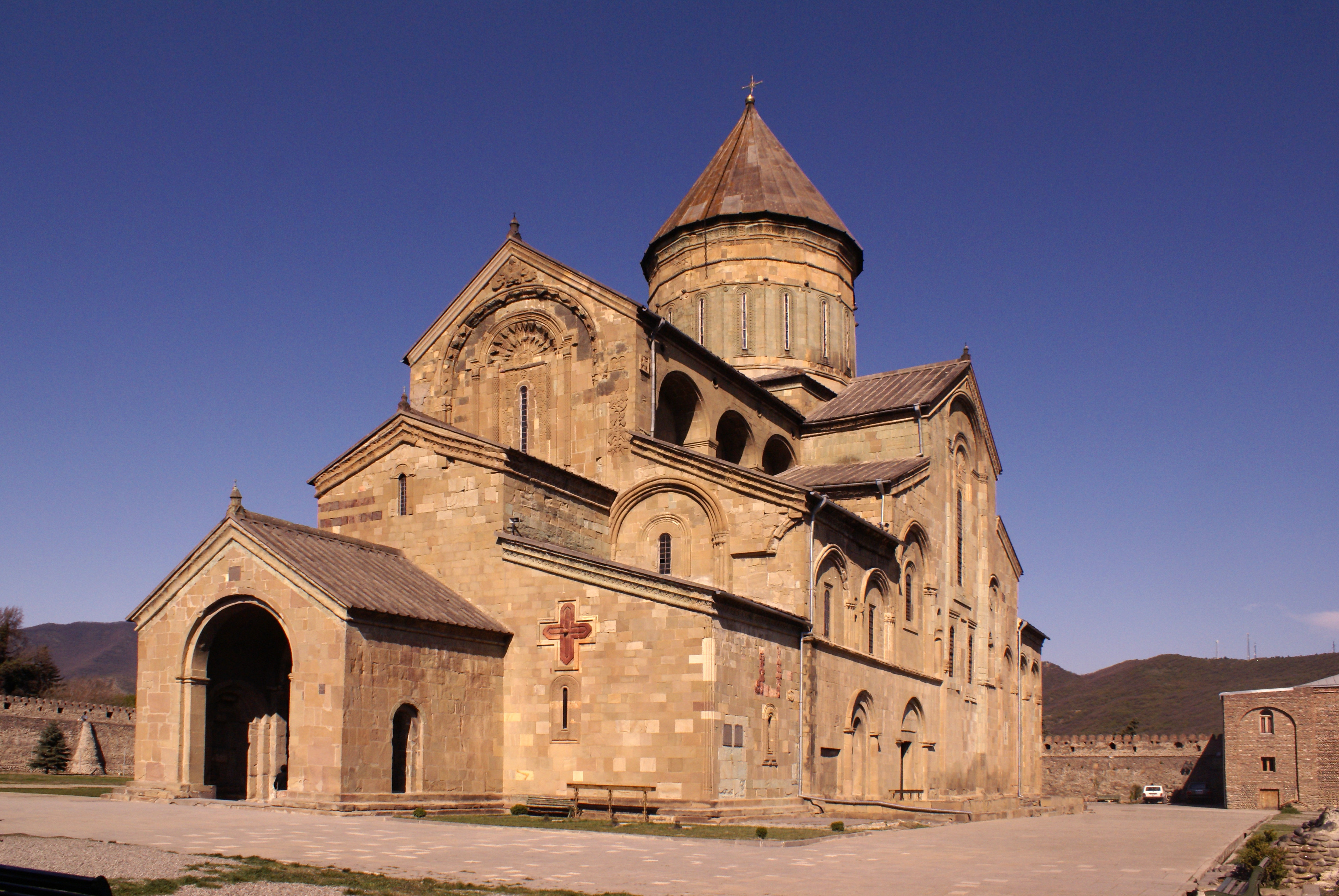
Portaal van de kathedraal
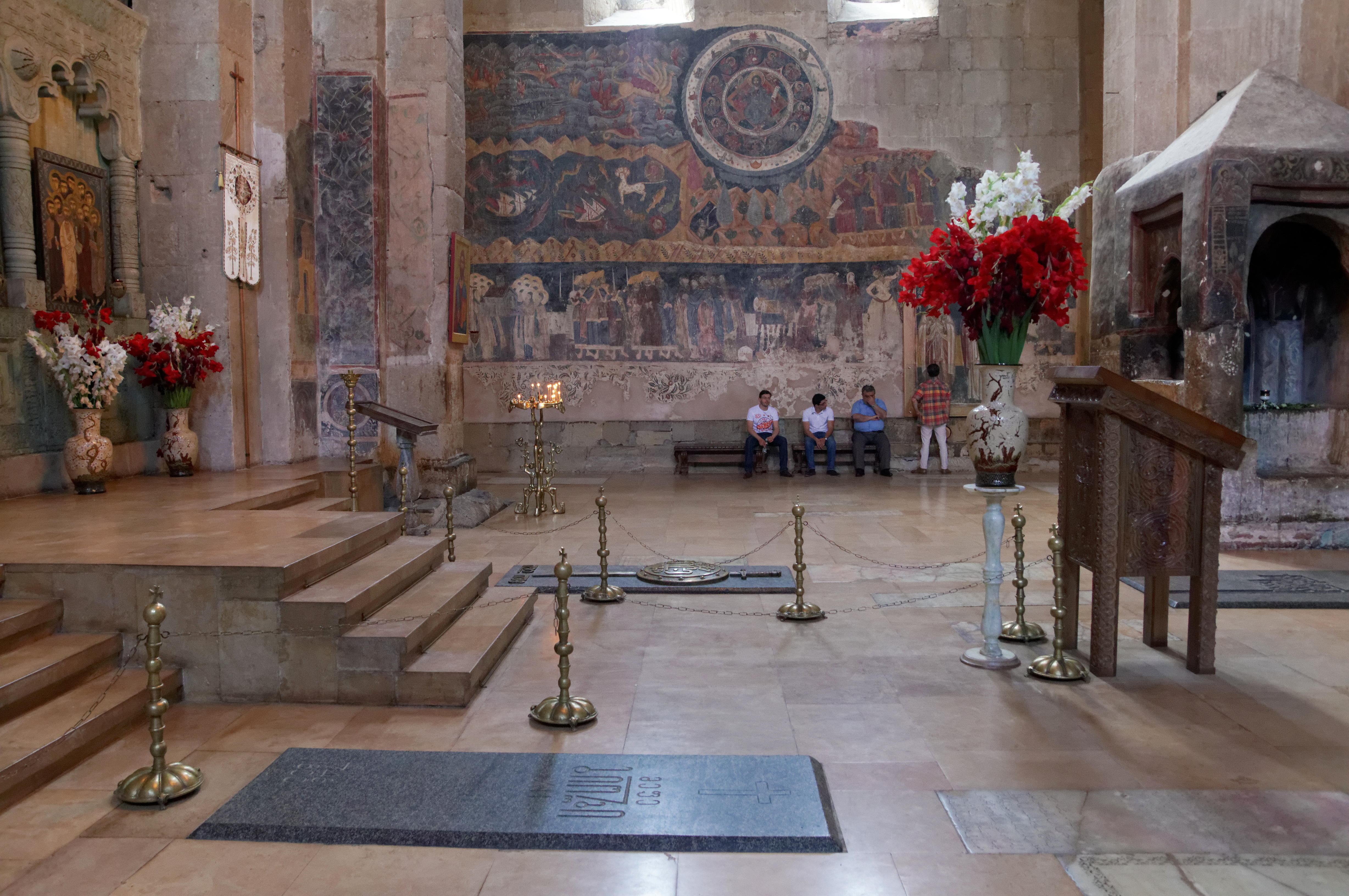
Zijbeuk en iconenverering
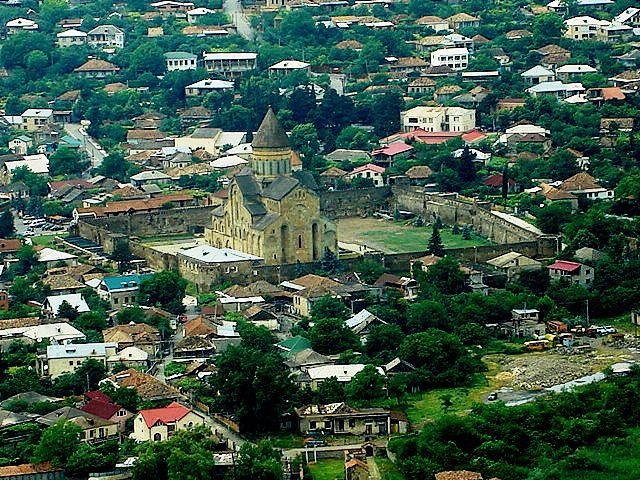
De kathedraal van bovenaf
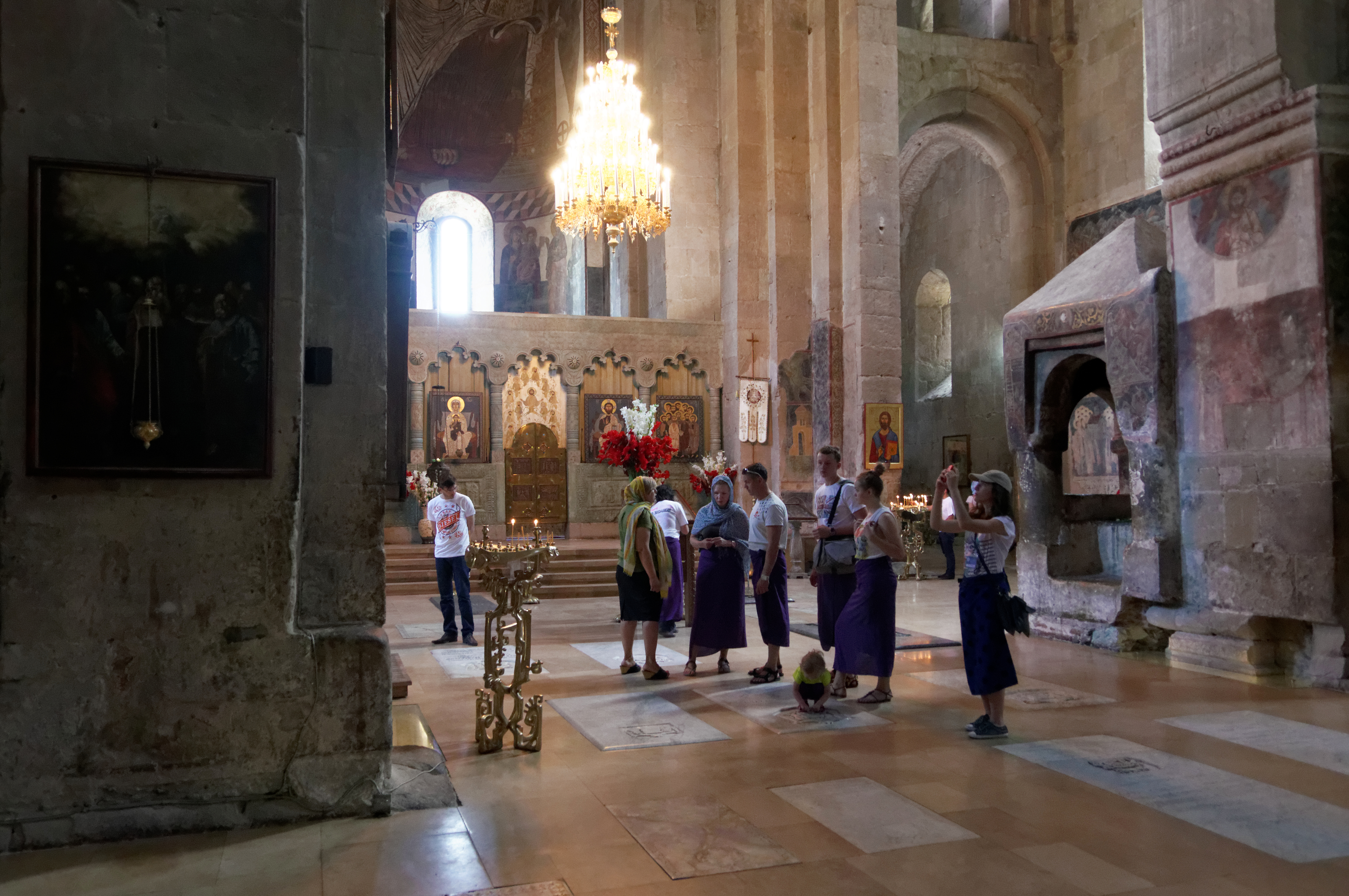
Iconostase van de kathedraal
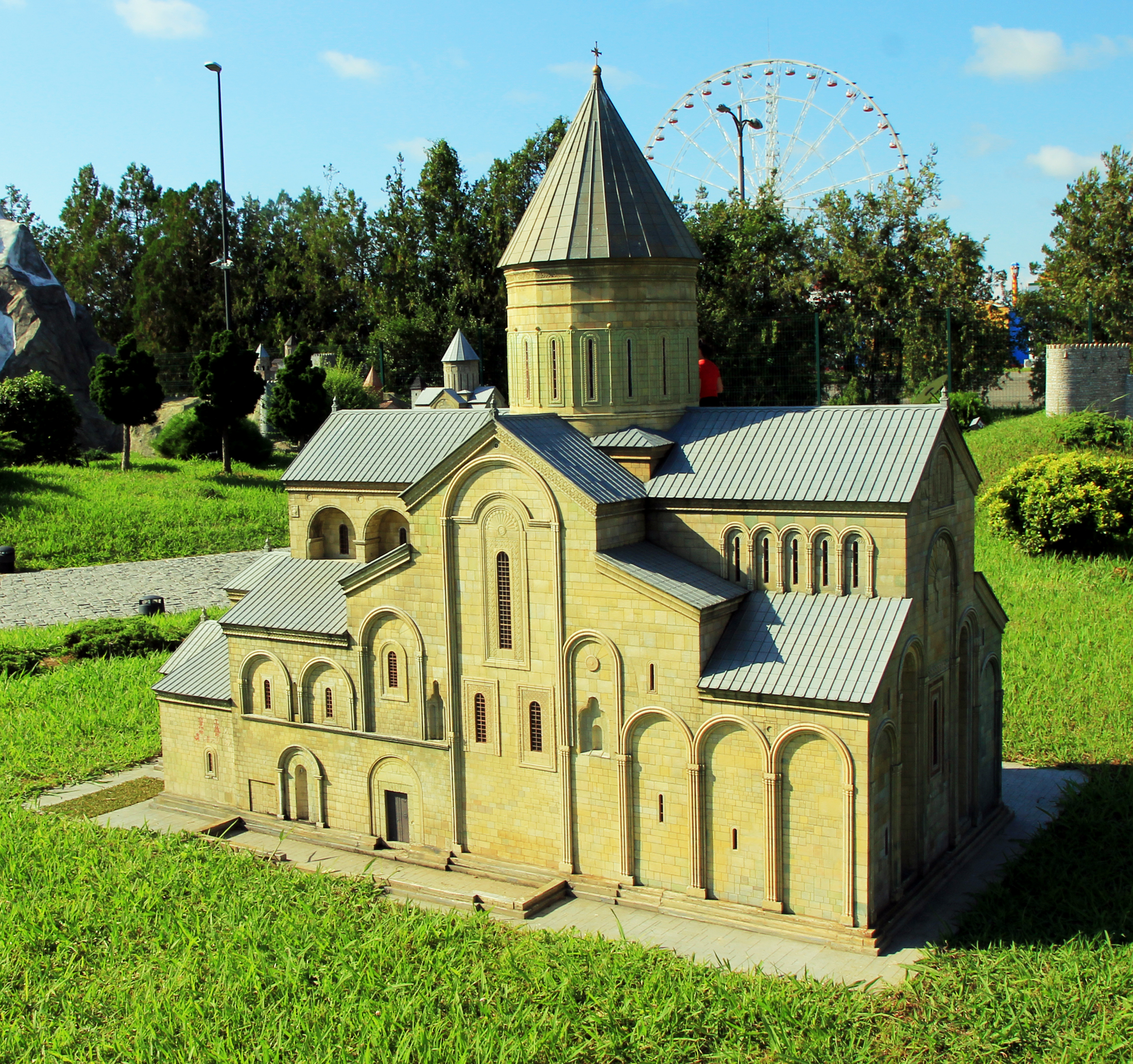
Miniatuur van de kathedraal